# 帕羅塔尼
帕羅塔尼（西班牙語：Parotani）是玻利維亞中西部科恰班巴省基亚科约县錫佩錫佩市镇的城鎮，距離省会科恰班巴37公里，海拔高度2,490米，每年平均降雨量550毫米，2010年人口2,553。